# Grande Mosquée de Naplouse

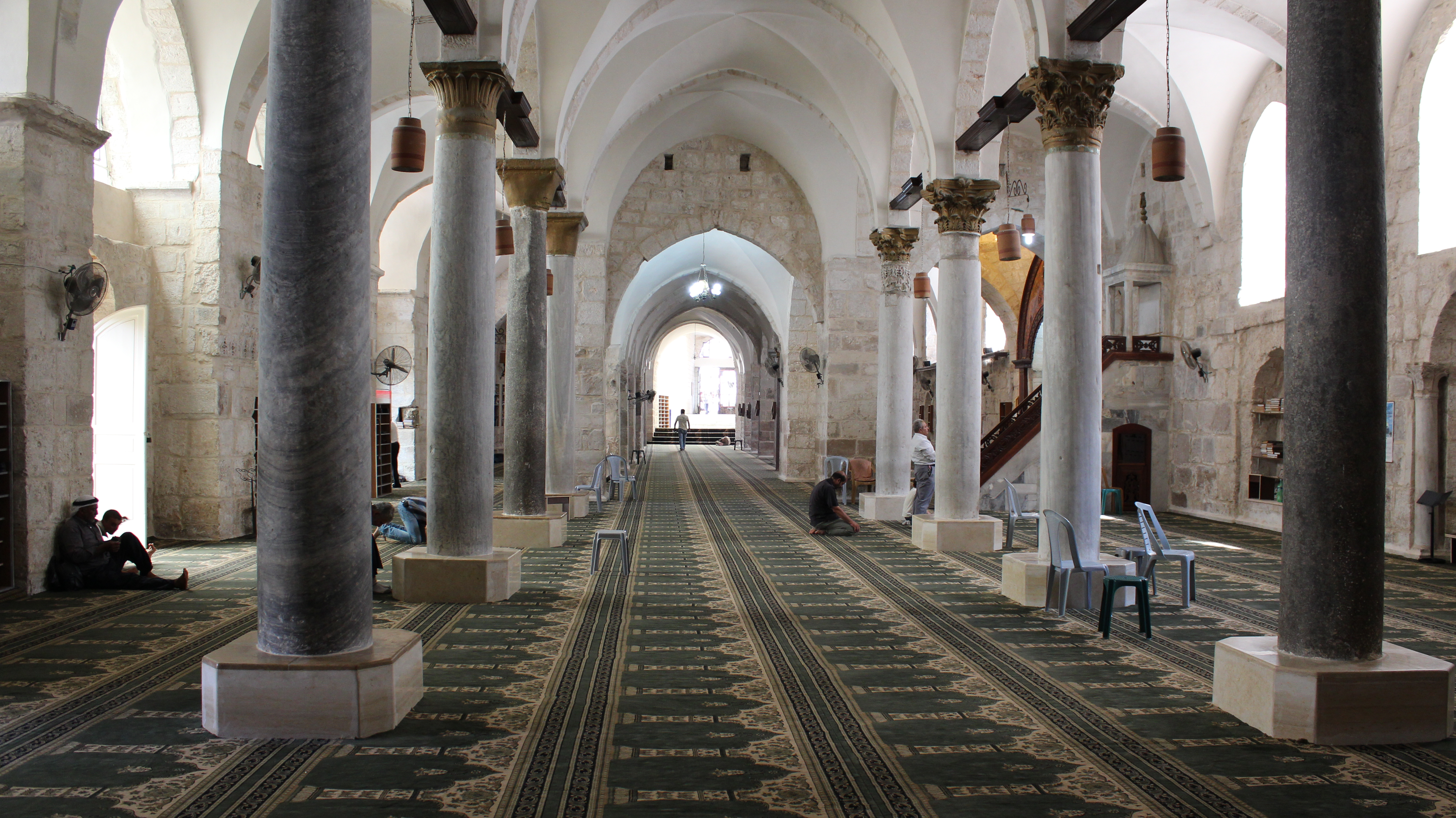
L'intérieur de la grande mosquée.

La Grande Mosquée de Naplouse (en arabe : جامع نابلس الكبير, Jami' Nablus al-Kebir) est la plus ancienne et la plus grande mosquée de Naplouse, en Cisjordanie. D'abord construit comme église byzantine, le bâtiment est converti en mosquée au début de la période islamique. Les croisés le transforment en église au XIe siècle, mais les Ayyoubides la reconvertissent en mosquée au XIIe siècle.
La Grande Mosquée se trouve au croisement des grandes rues de la vieille ville, à la limite est du quartier. Elle repose sur un plan de sol rectangulaire long et fin et est surmontée d'un dôme en argent.

## Historique
La légende locale raconte que la grande mosquée se trouve sur le lieu où les fils Jacob ont porté à leur père le manteau taché de sang de leur frère Joseph comme preuve que celui-ci, son fils préféré, était bien mort. Cependant, ce récit est davantage associé à la mosquée al-Khadra (en) proche.
L'emplacement de la Grande Mosquée accueillait auparavant une basilique construite pendant le règne de Philippe l'Arabe (244-249 ap. J.-C.). Plus tard, les Byzantins construisent une cathédrale sur les ruines de la basilique. Cette cathédrale figure sur la carte de Madaba, une mosaïque réalisée en l'an 600 et conservée à Madaba, en Jordanie. La cathédrale est probablement dégradée voire détruite par les Samaritains lors de leurs attaques en 484 et en 529, mais l'empereur Justinien la fait restaurer pendant son règne (527-565).
La cathédrale est convertie en Grande Mosquée au début de la période islamique en Palestine, au Xe siècle. Le géographe arabe al-Maqdisi constate que la grande mosquée se trouve « au cœur » de Naplouse et est « magnifiquement pavée ». Les croisés reconvertissent la mosquée en église mais n'altèrent que peu l'édifice en dehors de l'ajout d'une abside. En 1187, Ayyoubides menés par Saladin changent une nouvelle fois le bâtiment en mosquée. L'édifice est réduit en cendres par les Templiers lors du sac de la ville le 30 octobre 1242. 
Vers la fin du XIIIe siècle, un nouvel édifice est sur pied, comme le constate le géographe al-Dimachqi qui, en 1300, décrit le bâtiment comme « une belle mosquée où la prière est dite et le Coran récité jour et nuit ». En 1335, le voyageur occidental Jacques de Vérone affirme que la mosquée a été « une église des Chrétiens mais est désormais une mosquée des Sarrasins ». Vingt années plus tard, Ibn Battûta visite la mosquée et remarque qu'un « réservoir d'eau douce » se trouve au milieu de l'édifice.
En 1641, le minaret de la grande mosquée est reconstruit. L'enceinte du bâtiment reste intacte jusqu'à l'important séisme de 1927, qui détruit le dôme et le minaret. Ceux-ci sont reconstruits en 1935.